# Meteorus annetteae
Meteorus annetteae är en stekelart som beskrevs av Trevor Huddleston 1986. Meteorus annetteae ingår i släktet Meteorus och familjen bracksteklar. Inga underarter finns listade i Catalogue of Life.